# لوري لويس (مغنية)
لوري لويس (بالإنجليزية: Lori Lewis)‏ هي مغنية ومغنية أوبرا أمريكية، ولدت في 27 ديسمبر 1984 في منيابولس في الولايات المتحدة.

## وصلات خارجية
- الموقع الرسمي
- لوري لويس على موقع ميوزك برينز (الإنجليزية)
- لوري لويس على موقع ديسكوغز (الإنجليزية)